# Chnoodes innocua
Chnoodes innocua is een keversoort uit de familie lieveheersbeestjes (Coccinellidae). De wetenschappelijke naam van de soort is voor het eerst geldig gepubliceerd in 1833 door Chevrolat.